# Xue Chen
Xue Chen (薛晨S, Xuē ChénP; Fuzhou, 18 febbraio 1989) è una giocatrice di beach volley cinese, vincitrice della medaglia di bronzo alle Olimpiadi di Pechino 2008.

## Biografia
Ha debuttato nel circuito professionistico internazionale il 19 maggio 2004 a Rodi, in Grecia, in coppia con Ren Zhengqing piazzandosi in 41ª posizione. Il 28 maggio 2006 ha ottenuto la sua prima vittoria in una tappa del World tour a Shanghai, in Cina, insieme a Zhang Xi. Nel massimo circuito FIVB ha trionfato per 13 volte sempre in coppia con Zhang Xi.
Ha disputato due edizioni dei Giochi olimpici: a Pechino 2008, occasione in cui ha conquistato la medaglia di bronzo, ed a Londra 2012, dove si è classificata al quarto posto, in entrambe le occasioni assieme alla compagna Zhang Xi.
Ha preso parte altresì a quattro edizioni dei campionati mondiali, ottenendo la medaglia di bronzo a Roma 2011 e quella d'oro a Stare Jabłonki 2013, sempre con Zhang Xi.
Insieme a Zhang Xi ha vinto anche la medaglia d'oro ai Giochi asiatici di Doha nel 2006 e di Guangzhou nel 2010.

## Palmarès

### Giochi olimpici
- 1 bronzo: a Pechino 2008

### Campionati mondiali
- 1 oro: a Stare Jabłonki 2013
- 1 bronzo: a Roma 2011

### Giochi asiatici
- 2 ori: a Doha 2006 ed a Guangzhou 2010

### World tour
- 34 podi: 13 primi posti, 12 secondi posti e 9 terzi posti

#### World tour - vittorie
| Data            | Località | Nazione       | in coppia con |
| --------------- | -------- | ------------- | ------------- |
| 28 maggio 2006  | Shanghai | Cina          | Zhang Xi      |
| 5 novembre 2006 | Phuket   | Thailandia    | Zhang Xi      |
| 18 maggio 2008  | Seul     | Corea del Sud | Zhang Xi      |
| 5 luglio 2008   | Mosca    | Russia        | Zhang Xi      |
| 13 giugno 2010  | Mosca    | Russia        | Zhang Xi      |
| 21 agosto 2010  | Åland    | Finlandia     | Zhang Xi      |
| 31 ottobre 2010 | Sanya    | Cina          | Zhang Xi      |
| 20 agosto 2011  | Åland    | Finlandia     | Zhang Xi      |
| 6 novembre 2011 | Phuket   | Thailandia    | Zhang Xi      |
| 20 aprile 2012  | Brasilia | Brasile       | Zhang Xi      |
| 5 maggio 2012   | Shanghai | Cina          | Zhang Xi      |
| 11 giugno 2012  | Mosca    | Russia        | Zhang Xi      |
| 28 aprile 2013  | Fuzhou   | Cina          | Zhang Xi      |

#### World tour - trofei individuali
- 1 volta migliore esordiente: nel 2006